# Скуби-Ду (персонаж)
Скуби-Ду (на английски: Scooby-Doo) е епонимният герой в анимационната поредица „Скуби-Ду“, създадена от Хана-Барбъра. Скуби-Ду е домашният любимец и най-добрият приятел на Шаги Роджърс, и е представян като немски дог, който има способността да говори на развален английски за разлика от повечето кучета в неговата реалност, докато други въплъщения представят говорещите кучета, подобно на Скуби, за често срещани.
Шефът на програмния отдел за деца на CBS, Фред Силвърман, измисля името на героя от сричките „ду-би-ду-би-ду“ в песента "Strangers in the Night" на Франк Синатра.